# 陳桂
陳桂（1522年—1567年），原名陳旌，字儀甫，號瀛南，直隸河间府景州故城縣人，明朝政治人物。

## 生平
原名陳旌，嘉靖三十一年（1552年）壬子科順天府鄉試第一百十八名举人，三十五年（1556年），登丙辰科会试二百六十一名，三甲第二十名進士。都察院观政，授山西平阳府推官，三十八年九月考选雲南道試監察御史。三十九年三月實授，奉命往陕西修举屯政。後復除江西道御史，改名陈桂，四十三年巡按山西。四十五年升江西饶州府知府，隆慶元年卒。

## 家族
曾祖陳儉，知縣；祖父陳汝為，生员；父陳治巳，歲貢生、范县知县贈江西道御史。母靳氏，贈孺人。弟陳旂、陳旟，俱生员；陳旞。